# Fabrício Gonçalves
Fabrício Gonçalves (ur. 25 listopada 1972 w São Paulo) – brazylijski piłkarz występujący na pozycji pomocnika.

## Życiorys
W 1991 roku był piłkarzem EC XV de Piracicaba, w barwach którego występował m.in. w Copa do Brasil. Następnie grał w São Paulo FC i Olympiakos Wolos. W 1999 roku został zawodnikiem FC Tatabánya. W NB I zadebiutował 14 sierpnia w przegranym 0:3 spotkaniu z MTK Hungária. W barwach FC Tatabánya wystąpił w 35 meczach ligowych, reprezentował także klub w Pucharze Intertoto. Jesienią 2001 roku grał na wypożyczeniu w Honvédzie. W 2002 roku rozegrał jedno spotkanie w barwach Lombard FC Haladás.

## Statystyki ligowe
| Sezon         | Klub                 | Liga  | Mecze | Gole |
| ------------- | -------------------- | ----- | ----- | ---- |
| 1999/2000     | Lombard FC Tatabánya | NB I  | 14    | 2    |
| 2000/2001     | Lombard FC Tatabánya | NB I  | 21    | 2    |
| 2001/2002 (j) | Kispest-Honvéd FC    | NB I  | 10    | 0    |
| 2002/2003 (j) | Lombard FC Haladás   | NB II | 1     | 0    |